# Dyveronika
Dyveronika (Veronica scutellata) är en växtart i familjen grobladsväxter.